# کاتالان (دهانه)
کاتالان یک دهانه برخوردی در ماه است.